# Chokhorgyal
 (signalé en juillet 2025).
Si vous disposez d'ouvrages ou d'articles de référence ou si vous connaissez des sites web de qualité traitant du thème abordé ici, merci de compléter l'article en donnant les références utiles à sa vérifiabilité et en les liant à la section « Notes et références ».
- Archive Wikiwix
- Bing
- Cairn
- DuckDuckGo
- E. Universalis
- Gallica
- Google
- G. Books
- G. News
- G. Scholar
- Persée
- Qwant
- (zh) Baidu
- (ru) Yandex
- (wd) trouver des œuvres sur Wikidata

Le monastère de Chokhorgyal a été fondé en 1509 au Tibet.
Le monastère de Chokhorgyal a été construit en un des points geomantiques ancien du Tibet, une vaste plaine triangulaire au confluent de trois cours d'eau et entouré par trois montagnes symbolisant l'harmonie parfaite de trois éléments : la terre, l'eau et l'air. Le mur d'enceinte du monastère à la forme d'un triangle équilateral. Le 2e dalaï-lama, Gendun Gyatso a fondé le monastère  de Chokhorgyal en 1509 comme endroit de repos et de culte pour tous ceux faisant le pèlerinage au lac de Lhamo-Latso.
Le monastère de Chokhorgyal a été rasé par les mongoles Dzoungars en 1718, reconstruit par la suite, le monastère fut à nouveau détruit par l'armée chinoise en 1959. À l'intérieur des murs, on trouve les ruines de centaines de bâtiments en pierre, y compris plusieurs temples. Avant sa destruction par les tanks et la dynamite, il y avait 500 moines à Chokhorgyal; maintenant, il n'y en a que quelques-uns, peut-être pas plus de deux. Pour atteindre Lhamo-Latso, il faut suivre le principal chemin pavé de larges pierres partant vers le nord-est du monastère.